# Залазак сунца
Залазак сунца означава залазак Сунца под хоризонт. Након заласка Сунца долази сумрак, који варира у зависности од географске ширине. Залазак Сунца у неким културама означава почетак дана. 
Термин залазак Сунца представља лингвистички реликт геоцентричног погледа на свет, јер не залази Сунце, већ се на темељу ротације Земље посматрач премешта на страну између ноћи и дана.
- Астрономски погледи на залазак сунца
- Залазак Сунца у Европи и Африци
- Залазак Сунца из свемира
- Залазак Сунца на Марсу

## Боје неба
У зависности од временских услова, залазак Сунца може бити праћен различитим црвеним, жутим, љубичастим или зеленим бојама. Промене боје изазване Рејлијевовим расејањем у атмосфери. 